# Asterix e il duello dei capi
Asterix e il duello dei capi (Le Combat des chefs) è la settima storia a fumetti della serie Asterix, creata da René Goscinny (sceneggiatura) e Albert Uderzo (disegni). La sua prima pubblicazione in volume in lingua originale risale al 1966.

## Trama
I Romani, nelle persone del centurione Langelus e del suo consigliere Paraliticus, pur di conquistare il villaggio gallico di Asterix, decidono di sfruttare un'antica tradizione celtica nota come "duello dei capi": questa prevede che il capo di un villaggio possa sfidarne un altro in duello, dopodiché il vincitore diventerà capo del villaggio dello sconfitto. Si rivolgono perciò al gagliardo Elpiubelgalix, capo "collaborazionista" di un villaggio ormai sottomesso a Roma, chiedendogli di sfidare Abraracourcix in duello; questi, tuttavia, afferma di non poter avere la meglio su uno sfidante rimpinzato della bevanda magica che rende imbattibili.
I romani decidono quindi di togliere di mezzo il druido Panoramix, unico possessore del segreto della pozione, per spianare la strada al loro campione. Dell'esecuzione viene incaricata una malconcia pattuglia comandata dal pavido Previdentissimus: questi riesce a tendere un'imboscata al druido, ma viene scoperto da Asterix e Obelix che accorrono in soccorso. Nella gazzarra che segue, Panoramix viene colpito in pieno da un menhir lanciato dal maldestro Obelix per mettere in fuga i Romani.
Riportato esanime al villaggio, il Druido riesce a riprendere i sensi, ma risulta ben presto evidente come il colpo gli abbia fatto perdere del tutto la memoria e in buona parte anche la ragione: il vegliardo non riconosce più nessuno e, cosa peggiore, non è più in grado di preparare la pozione.
Mentre i Galli cercano invano di far rinsavire Panoramix, ormai capace di miscelare solo pozioni dai devastanti effetti (per lo più esplosivi), Elpiubelgalix con alle spalle i Romani lancia la sua sfida: ad Abraracourcix non resta che prepararsi ad affrontare il duello senza l'ausilio della magia, con Asterix a fargli da allenatore.
Dopo varie vicissitudini arriva il giorno del duello: Galli e Romani si assiepano intorno al ring che ospiterà lo scontro mentre Panoramix viene lasciato da solo a sperimentare le sue folli pozioni e Obelix medita malinconicamente nella cava, in preda ai rimorsi. Mentre Abraracourcix tenta di cavarsela contro il suo avversario (per lo più sfuggendo ai suoi colpi), il Druido, con un colpo di fortuna, riesce a guarirsi da solo con un intruglio di sua invenzione. Subito dopo, viene colpito da un nuovo colpo di menhir, lanciato ancora da Obelix, convinto di poter così restituirgli la memoria. Il secondo trauma ha effettivamente l'effetto di far rinsavire del tutto Panoramix il quale, preparata a tempo record la bevanda magica, si precipita a bordo ring.
Il veder arrivare Panoramix di nuovo in sé stesso dona nuova forza ad Abraracourcix, che riesce a sconfiggere il suo avversario, fra l'altro ormai sfiancato. Nella lotta che segue i romani vengono facilmente sconfitti dai galli, rimpinzati di pozione, e la loro sconfitta riporta la pace. Nel finale, Abraracourcix lascia allo sconfitto Elpiubelgalix il comando del suo villaggio: quest'ultimo, nella gazarra, è stato colpito da un menhir del solito Obelix, ed è diventato per questo molto più conciliante.

## Personaggi principali
I personaggi presenti nella storia più rilevanti ai fini della trama sono:
- Asterix: impotente di fronte all'incidente occorso a Panoramix, si prodiga in tentativi per far rinsavire il druido, e al contempo fa del suo meglio per allenare Abraracourcix in vista dell'incontro. Nel finale, dopo la guarigione di Panoramix, guida i suoi compagni alla riscossa
- Obelix: responsabile dell'incidente di Panoramix, non può fare a meno di sentirsi roso dai rimorsi (sebbene lui tenti di minimizzare l'accaduto sostenendo che si sia trattato solo di "un piccolo colpo di menhir…"[3]). Nel tentativo di guarire il druido con un secondo colpo in testa rischia di compromettere definitivamente la situazione, ma fortunatamente il tutto si risolve per il meglio
- Panoramix: colpito in testa dal menhir di Obelix, perde completamente la memoria e il senno. Mentre si trova in questo stato produce una notevole serie di pozioni dai più bizzarri effetti: esplosioni, cambiamenti di carnagione, levitazione…, nel finale, rinsavito, riacquista la consueta prontezza e permette la vittoria dei suoi compagni
- Abraracourcix: sfidato dal prestante Elpiubelgalix e costretto a combattere senza l'ausilio della pozione magica, il capovillaggio non si tira indietro e cerca invece di prepararsi al meglio con l'assistenza del sollecito Asterix. Malgrado l'evidente inferiorità fisica riesce infine ad avere la meglio sul suo avversario, al termine di un incontro giocato sulla difensiva
- Langelus (Langélus): centurione del campo fortificato di Babaorum, su consiglio di Paraliticus cerca di sfruttare la tradizione del "duello dei capi" per piegare i Galli, e dà ordini di eliminare Panoramix per spianare la strada al suo campione. Sebbene i suoi piani sembrino in un primo momento funzionare, nel finale va incontro a una sonora disfatta
- Paraliticus (Perclus): aiutante e machiavellico consigliere di Paraliticus, è la mente dietro l'intero piano. Pur con tutta la sua astuzia, nel finale condivide la sorte del suo centurione
- Elpiubelgalix (Aplusbégalix)[4]: capo "collaborazionista" di un villaggio assoggettato a Roma, è un prestante e nerboruto guerriero, in tutto e per tutto determinato ad assimilarsi agli usi dei suoi conquistatori e ad assecondarne i voleri. Accetta di sfidare Abraracourcix, confortato dalla pazzia di Panoramix, ma alla fine viene sconfitto dal suo avversario con un sonoro sganassone. Colpito in testa, nella gazzarra che segue, dall'ennesimo lancio di menhir di Obelix, assume un atteggiamento molto più gentile ed "illuminato"
- Previdentissimus (Plutoqueprévus): pavido e sfortunato legionario romano, viene incaricato prima di eliminare Panoramix (compito che, suo malgrado, pare riuscire grazie alla maldestria di Obelix) e poi di spiare i Galli al villaggio. Scoperto, viene obbligato da Asterix a fare da "cavia" per le deliranti pozioni di Panoramix, che hanno su di lui i più bizzarri effetti collaterali

## Riferimenti storici e parodie
Nel n. 260 della rivista Pilote, precedente a quello in cui iniziò la serializzazione di questa storia, apparve una tavola in cui Abraracourcix annunciava pomposamente l'imminente inizio del "Duello dei Capi", in cui lui avrebbe giocato il ruolo principale. Tale scena è una parodia dei discorsi di Charles de Gaulle (la tavola sarebbe stata poi ripubblicata nell'albo Asterix tra banchi e... banchetti, come sua introduzione). L'intero albo è una parodia del collaborazionismo del Governo di Vichy nei confronti degli occupanti nazisti durante la seconda guerra mondiale attraverso la ridicola accondiscendenza agli invasori Romani del personaggio di Elpiubelgalix, il quale pretende che i suoi uomini portino i capelli corti e la toga, imparino il latino, costruiscano acquedotti e via dicendo. Dal canto suo il centurione Langelus, principale antagonista della storia, è una caricatura di Benito Mussolini. Inoltre, dato che la storia venne pubblicata durante la campagna elettorale che precedette le elezioni presidenziali in Francia del 1965 (che videro la vittoria dello stesso De Gaulle contro lo sfidante François Mitterrand), il "duello dei capi" messo in scena nell'albo si riferisce a tale consultazione.
Nella storia appaiono poi numerose citazioni e riferimenti che strizzano l'occhio al mondo moderno: ad esempio, quando Langelus giunge nel villaggio di Elpiubelgalix (Tavola 11) gli viene detto come il capo sia in visita nella scuola di latino del "professor Berlix", un nome che ricorda quello della Berlitz, celebre scuola di lingue.
Quando Asterix e Obelix vanno nello studio del druido Amnesix, specializzato in malattie mentali, fra i vari pazienti ne incontrano uno abbigliato chiaramente come Napoleone, secondo il tipico stereotipo, sebbene l'infermiera del druido dica loro, ovviamente, che "quello lì nessuno sa chi si creda di essere".
La tavola 34, nella quale viene allestito una sorta di luna park ante litteram intorno al luogo del Duello, è ricca di citazioni: oltre ai "carroscontri", parodia delle macchine a scontro, si notano delle "montagne slave", antesignane delle moderne montagne russe, uno stand di "riviste per i giovani" (scolpite su marmo) chiamato "Pilotix", in riferimento alla rivista Pilote su cui le avventure di Asterix erano pubblicate, e un capannone che mette in mostra "Fenomeni e animali favolosi: il Marsupilamix", parodia del Marsupilami, celebre personaggio di André Franquin.

### Riferimenti ad altri albi
Sul piano della "continuity" della serie, peraltro mai eccessivamente rigorosa, questo albo segna l'esordio della moglie di Abraracourcix, Beniamina, sebbene il suo design sia ben differente da quello che assumerà nelle storie successive, e non venga mai chiamata per nome. La battagliera donna assumerà le sue fattezze definitive (ed il suo spigoloso carattere) solo a partire dalla storia Asterix e lo scudo degli Arverni.

## Storia editoriale
In Francia la storia fu serializzata inizialmente all'interno della rivista Pilote, in cui apparve a puntate dal numero 261 (22 ottobre 1964) al 302 (5 agosto 1965); in seguito è stata pubblicata in albo cartonato nel 1966 dall'editore Dargaud.
Attualmente l'albo viene ristampato dalla casa editrice Hachette Livre, che nel dicembre 2008 acquisì da Uderzo e da Anna Goscinny (figlia dello scomparso René) tutti i diritti sulle pubblicazioni di Asterix.

### Edizioni estere

#### Italia
In Italia l'albo è edito, come gli altri della serie, da Mondadori; la prima edizione italiana risale all'aprile 1970 per la traduzione di Luciana Marconcini. La Mondadori ha ristampato l'albo più volte nel corso degli anni; l'ultima edizione, condotta su quella francese di Hachette Livre, è della fine del 2011 e rispetto alle precedenti presenta, pur mantenendo invariata la traduzione, una copertina diversa, un nuovo lettering e una colorazione rinnovata; è inoltre caratterizzata dall'avere la sagoma di Asterix stampata in rosso sulla costa. Nel giugno 2010 la storia è apparsa all'interno di Asterix: le origini, volume a colori in formato tascabile della collana Mondadori "Oscar Best Sellers" comprendente anche le storie Asterix il gallico e Asterix e il falcetto d'oro.
La storia è stata pubblicata a puntate anche all'interno della rivista Il Giornalino (Edizioni San Paolo), nella quale fece la sua prima apparizione nel 1977 venendovi poi ristampata periodicamente. Tale edizione è basata su quella Mondadori e presenta la stessa traduzione di Luciana Marconcini. Un'ulteriore edizione italiana dell'albo è stata quella pubblicata da Fabbri/Dargaud, datata settembre 1982. Anche questa era basata sull'edizione Mondadori, e presenta il medesimo titolo e la medesima traduzione.

#### In altre lingue
Il titolo originale dell'albo, Le Combat des chefs, è stato tradotto come segue in alcune delle principali lingue in cui il fumetto è edito; vengono inoltre indicate la casa editrice e l'anno di prima pubblicazione:
- catalano:  El Combat dels Caps - Salvat editores,  Spagna (prima edizione Mas Ivars Editores, 1976)
- ceco: Souboj náčelníků - Egmont ČR,  Rep. Ceca, 1999
- coreano: 아스테릭스와 대전투 (Asteriks maülui daegyeolto) - Moonhak-kwa-Jisung-Sa,  Corea del Sud, 2003
- danese: Olympisk mester! - Egmont Serieforlaget A/S,  Danimarca, 1970
- finlandese: Päälliköiden ottelu -  Egmont Kustanus Oy,  Finlandia, 1970
- inglese: Asterix and the Big Fight - Orion,  Regno Unito, 1971
- latino: Certamen Principum - Egmont Ehapa Verlag,  Germania, 1969
- olandese: De Kampioen - Dargaud,  Francia, 1969
- olandese: De strijid van de stamhoofden - Hachette Livre,  Paesi Bassi, 2002 (edizione con copertina cartonata)
- polacco: Walka wodzów - Egmont Poland Ltd,  Polonia, 1992
- portoghese: O Combate dos Chefes - Edições ASA,  Portogallo, 1969
- portoghese:  Asterix e o Combate dos Chefes - Editora Record,  Brasile
- spagnolo: El combate de los jefes - Salvat editores,  Spagna, 1969
- svedese: Tvekampen -  Egmont Kärnan AB,  Svezia, 1971
- tedesco: Der Kampf der Häuptlinge - Egmont Ehapa Verlag,  Germania, 1969

## Altri media
Alcuni elementi della trama (l'amnesia e la follia di Panoramix conseguenti a un colpo di Menhir, i suoi maldestri tentativi di creare la pozione magica ed il personaggio dello sfortunato Previdentissimus) sono stati usati per il lungometraggio animato del 1989 Asterix e la grande guerra. Lo sviluppo della storia nel cartone, tuttavia, ricalca molto di più l'avventura Asterix e l'indovino.
Nel film del 2018 Asterix e il segreto della pozione magica, Asterix e il resto dei galli si recano al villaggio di Elpiubelgalix, per valutare il loro druido, Umbrix, come possibile apprendista dell'anziano Panoramix. Elpiubelgalix sostiene di essersi ravveduto e di non avere più nulla a che fare con gli usi e i costumi dei romani ma nonostante l'abilità del giovane pretendente al titolo di successore, subito verrà reso evidente che il loro villaggio è ancora devoto a Cesare e quindi verranno scartati.
Nel 2024 Netflix ha annunciato la produzione una serie animata tratta dal fumetto, Asterix & Obelix: Il duello dei capi, uscita sulla piattaforma streaming il 30 aprile 2025.